# Afsluitdijk

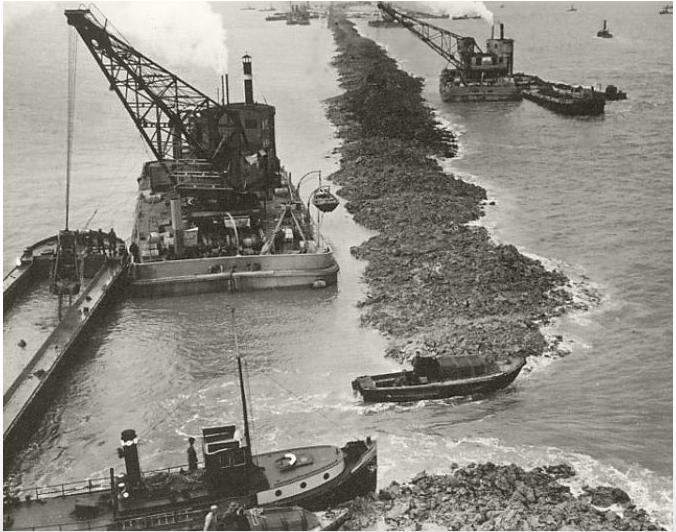
Afsluitdijk en construcción.

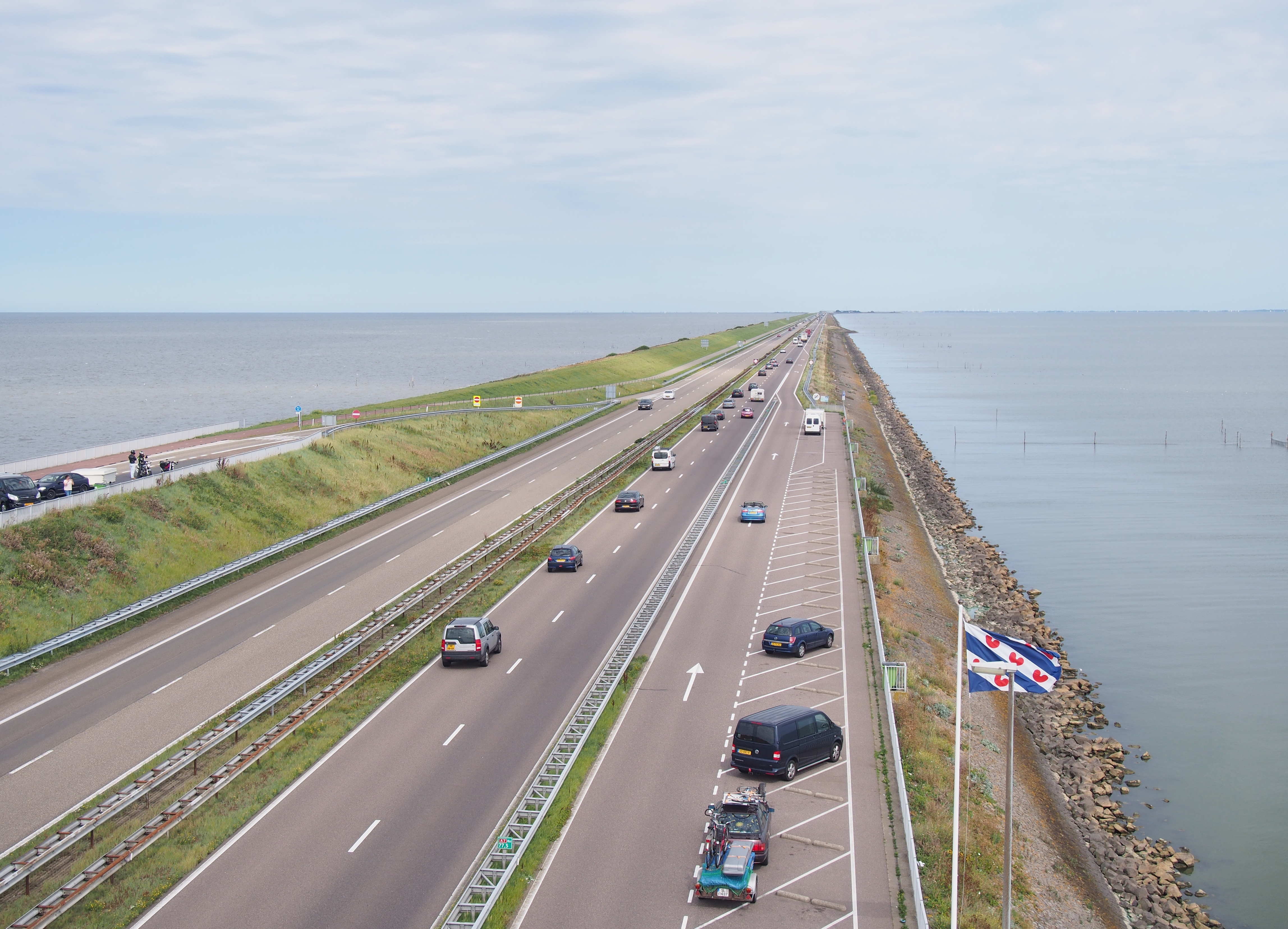
Vista del Afsluitdijk en dirección a la Provincia de Frisia (norte).

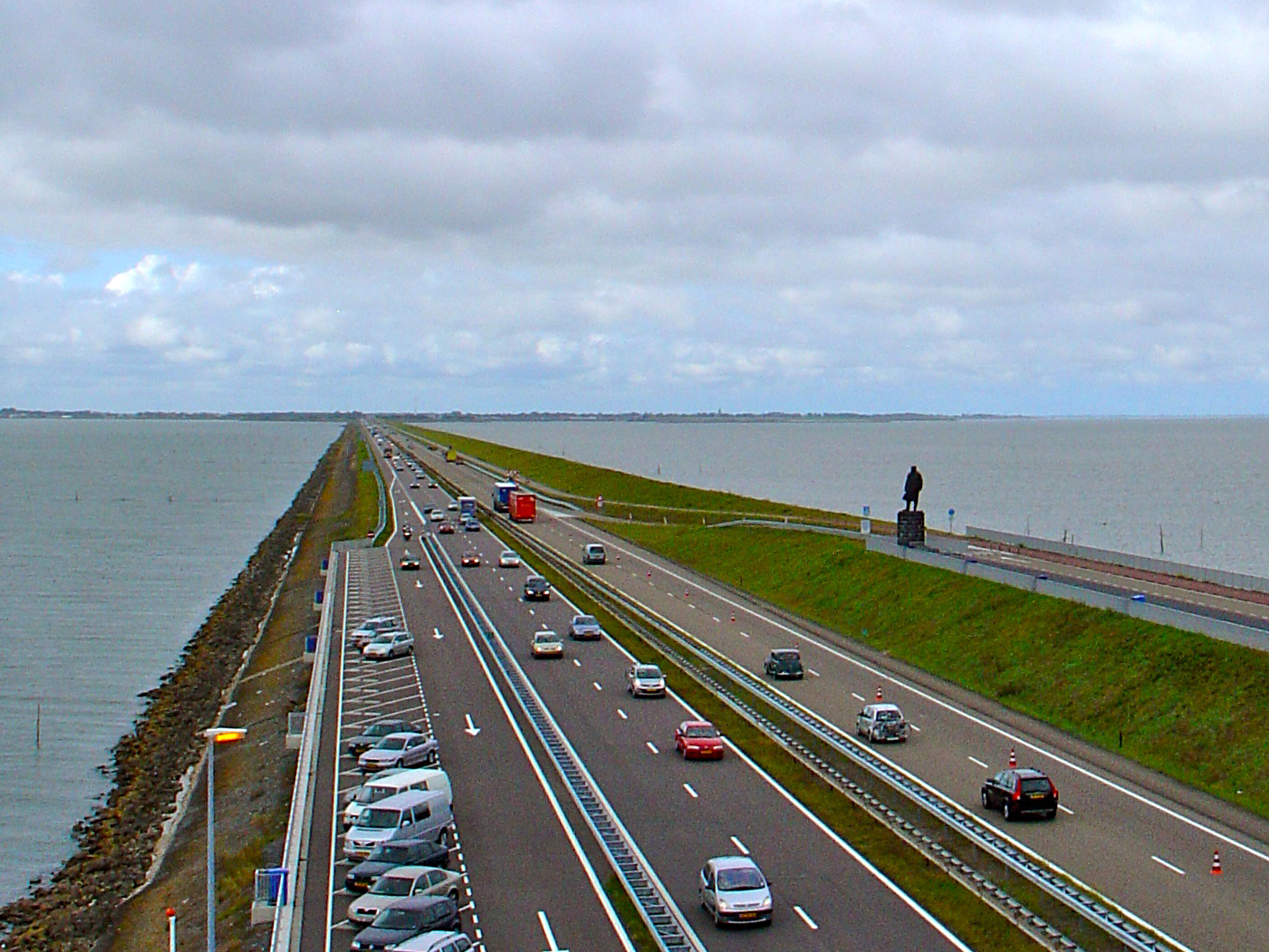
La presa en el lado norte de Holanda, cerca del monumento de la estatua de Lely.

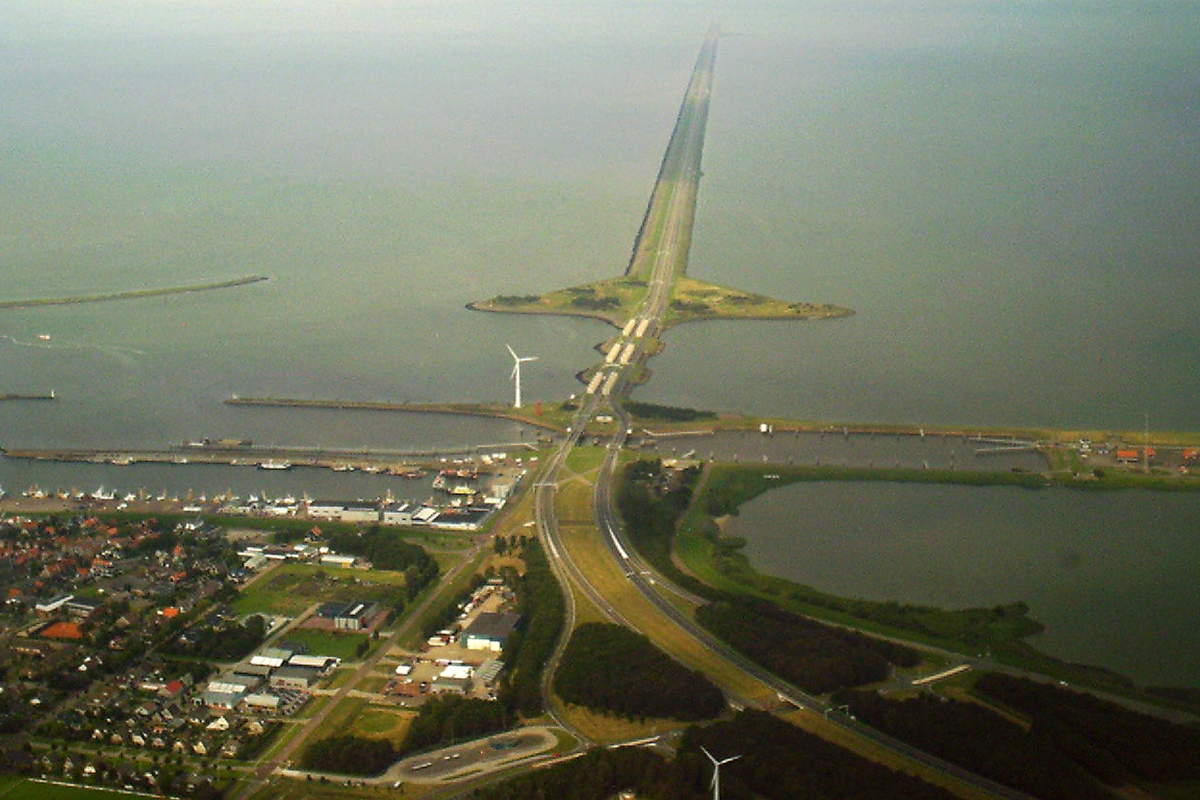
Afsluitdijk en Den Oever

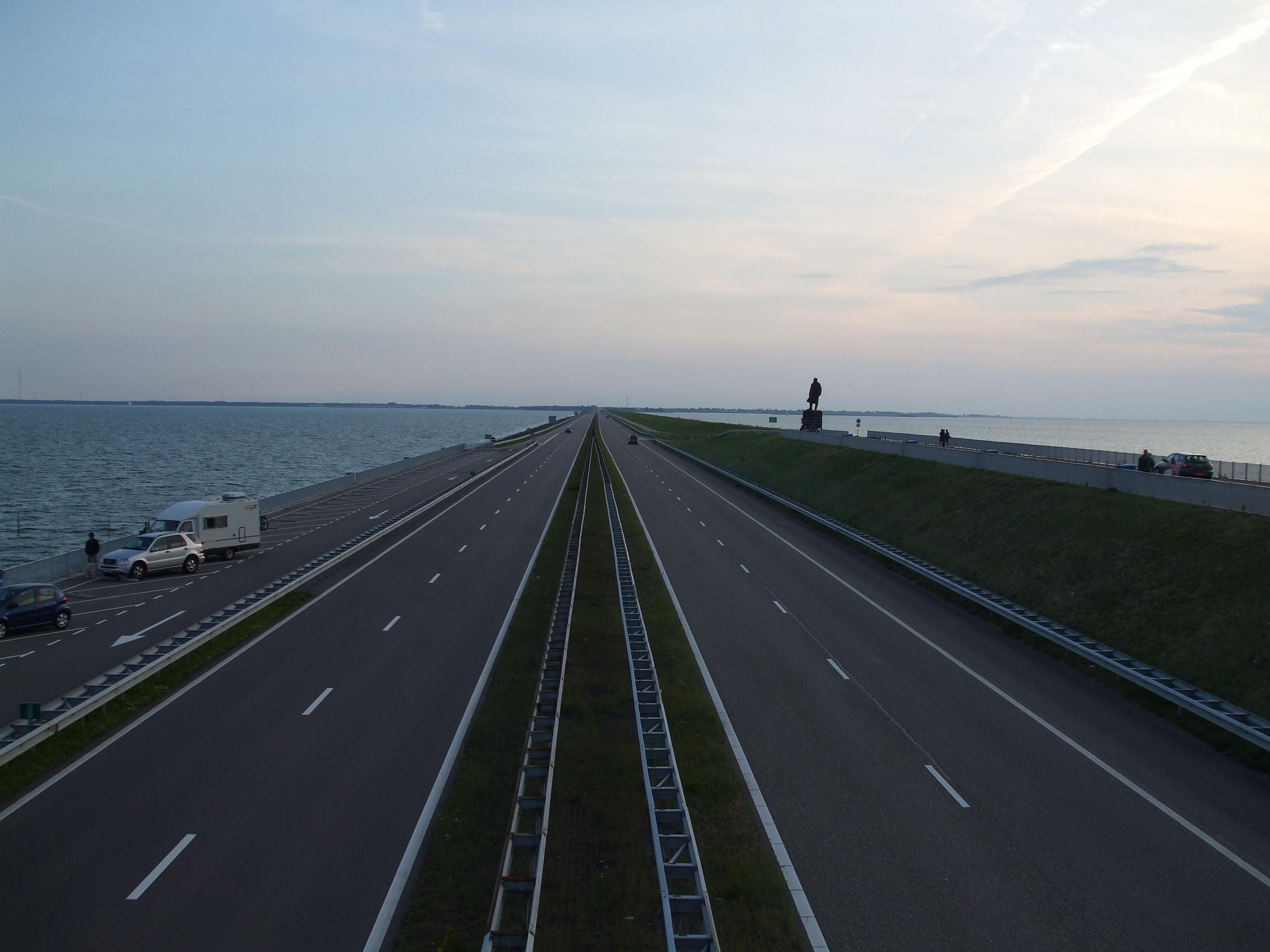
Afsluitdijk, con la estatua de Cornelis Lely al fondo

El Afsluitdijk (dique de cierre) es un dique que conecta el norte de Holanda Septentrional con la provincia de Frisia, en los Países Bajos, cerrando el Ĳsselmeer y separándolo del mar de Frisia.
Tiene una longitud de 32 km, una anchura de 90 m y una altura original de 7,25 m sobre el nivel del mar. Aunque inicialmente estaba previsto que por encima pasaran tanto una vía de tren como una carretera, al final, el espacio de la primera fue aprovechado para el ensanchamiento de la segunda, que actualmente es una autopista de dos carriles por sentido (la A7 entre Holanda Septentrional y Frisia, o E22 europea). Un carril específico para bicicletas corre paralelo a la autopista.

## Historia e importancia
En 1886 se estableció por parte de notables locales la Asociación del Zuiderzee con el objetivo de determinar si era posible su cierre y polderización. El ingeniero Cornelis Lely era un miembro prominente y diseñó en 1891 el primer plano de cierre. En 1913, mientras Lely era ministro de Obras Públicas, el programa de polderización fue adoptado por el gobierno, a pesar de las protestas del sector pesquero. En 1916 unas inundaciones por culpa de los temporales y mareas que periódicamente afectaban a las localidades de la zona serían el elemento detonante para la aprobación del proyecto, ocurrido en 1918 en el Parlamento neerlandés.
En junio de 1920 se comenzó la primera parte de las obras: la construcción de un dique de 2,5 km que conectase Holanda Septentrional con la isla de Wieringen. Con este proyecto se adquirió mucha experiencia para la posterior ejecución de la totalidad de la obra.
La construcción del tramo principal empezó en enero de 1927. Se trabajaba en cuatro lugares diferentes: ambos extremos y dos islas especialmente construidas para la obra: Breezand y Kornwerderzand, ya en el trazado del dique. El material más utilizado sería restos morrénicos glaciares heterogéneos, que además de haberse demostrado científicamente mejores que la arena o arcilla puras, tenían la ventaja de ser ampliamente disponibles tanto en Holanda como con la simple limpieza del fondo del Zuiderzee. Los cimientos del dique son bloques de piedra hundidos.
El método de construcción fue esencialmente marítimo, con barcos que depositaban el material morrénico en dos líneas paralelas siguiendo el trazado previsto. El espacio entre ellas era llenado con arena hasta que sobresalía sobre el nivel del mar, y entonces se recubría con una gruesa capa de material morrénico. El dique emergido se reforzaba desde tierra con rocas basálticas y mallas. Finalmente, el dique se elevó aún más con arena y arcilla, donde se plantaba hierba.
La construcción progresó más rápidamente de lo que estaba previsto; tres puntos del recorrido donde había profundos canales y donde las corrientes eran bastante fuertes no resultaron tan problemáticos como se esperaba. Por medio de una última adición de material morrénico, el 28 de mayo de 1932, dos años antes de lo que estaba previsto, el Zuiderzee desapareció definitivamente, sustituyéndolo el IJsselmeer (si bien el cambio de nombre no fue adoptado hasta cuatro meses después, y todavía era lógicamente salado). Después de los trabajos de finalización y pulimento, el Afsluitdijk fue oficialmente inaugurado el 25 de septiembre de 1933.
La cantidad de material utilizada se estima en 23 millones de m³ de arena y 13,5 millones de m³ de material morrénico. Durante la ejecución, entre 4000 y 5000 obreros trabajaron continuamente, aliviando los problemas de desempleo que siguieron a la Gran Depresión.
En la época en que se realizó la construcción no había ordenadores, y, en general, los medios utilizados serían muy simples comparados con los disponibles hoy en día. Por ello éste se considera uno de los hitos de la ingeniería civil, y consolidó definitivamente a los Países Bajos como uno de los abanderados en ingeniería marítima por todo el mundo.

## Esclusas

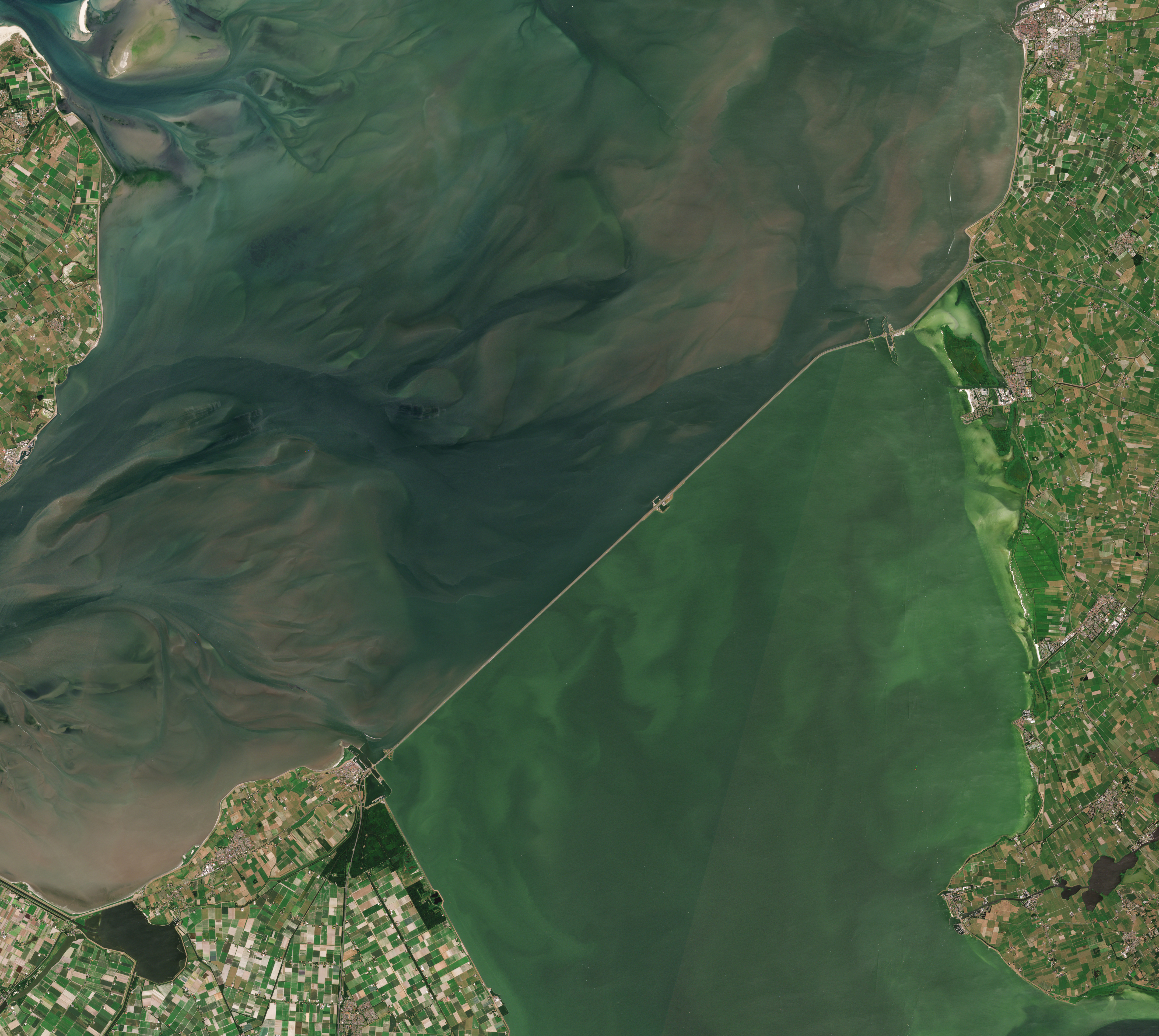
Vista de satélite.

El Afsluitdijk tiene complejos de esclusas en los dos extremos (Den Oever y Kornwerderzand), que permiten tanto el paso de barcos como la evacuación del agua sobrante del Zuiderzee. Desde 1998, sin embargo, se cree que su capacidad ya no es suficiente, y desde el 2001 se está buscando una localización para un tercer complejo de esclusas. Las razones para su realización son la subida del nivel del mar (hecho que dificulta la evacuación del agua), la erosión del fondo y un incremento del caudal del IJssel que fuerza a aumentar las cantidades a evacuar. Según la ministra de Transportes Karla Peijs, en 2006, después de 75 años, la presa necesitaba una amplia reforma. El dique es realmente muy bajo. La corona y el interno no son lo suficientemente resistentes a la erosión. Y los bloqueos ya no cumplen las normas vigentes. Después de aplazamientos por problemas financieros, se prevé que las obras empiecen en 2008 y estén acabadas en 2013.